# Rosenkvittensläktet
Rosenkvittensläktet (Chaenomeles) är ett släkte inom familjen rosväxter med fyra arter från Myanmar, Bhutan, Kina och Japan. Vanliga trädgårdsväxter.
Släktet består av lövfällande buskar, eller i sällsynta fall små träd, ibland med tornar. Blad enkla, tandade. Stipler stora och njurformade. Blommorna kommer flera tillsammans längs grenarna. Foderbladen är fem, hårlösa, hela, upprätta, de faller efter blomningen. Kronbladen är fem. Ståndarna är många till antalet. Fruktämne med 5 karpeller och fem fria pistiller. Frukterna är skaftlösa och svåra att lossa från fruktveden. Fruktskalet är ljusgult till ljusbrunt och frukterna sitter kvar till långt in på senhösten eller vintern. De är sura och hårda men mycket aromatiska och kan användas för att koka gelé. Vaxet utanpå skalet är tjockt och fastnar på fingrarna.
Se även kvitten för ett annat släkte med större frukter.

## Bildgalleri

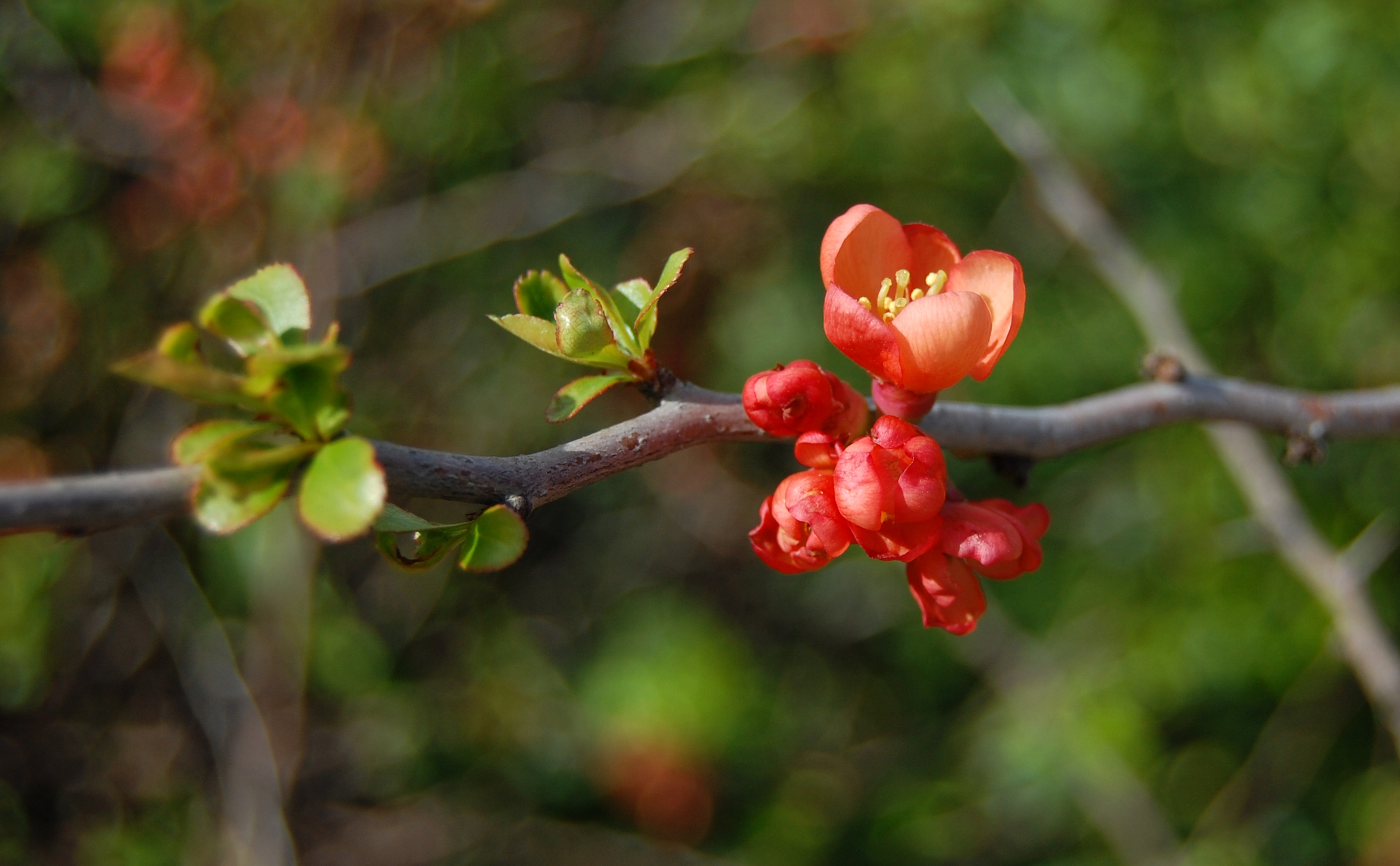
Chaenomeles japonica, blommor på kvist.
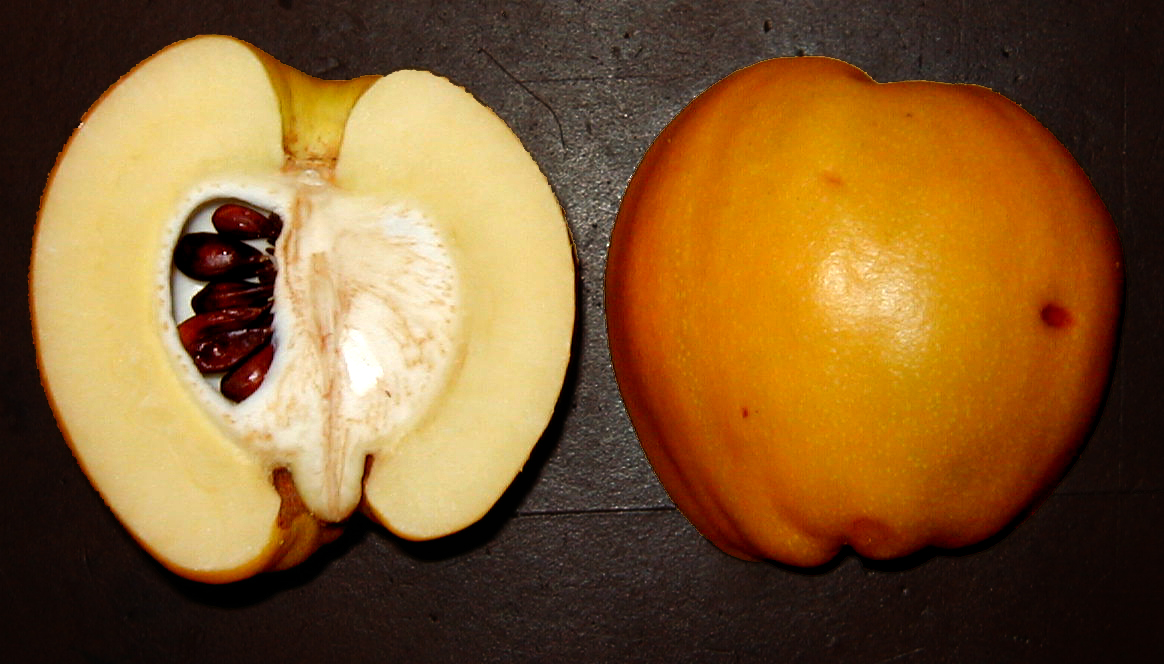
Tudelad frukt, troligen C. speciosa eller en odlad varietet.